# Callum McManaman
Callum Henry McManaman (Huyton, 25 april 1991) is een Engels voetballer die doorgaans als vleugelspeler speelt. Hij verruilde West Bromwich Albion in augustus 2017 transfervrij voor Sunderland.

## Clubcarrière
McManaman werd op zevenjarige leeftijd opgenomen in de jeugdopleiding van Everton. Als zestienjarige vertrok hij naar Wigan Athletic. In juli 2009 tekende hij daar zijn eerste profcontract. McManaman debuteerde op 30 november 2010 in het eerste van Wigan als invaller in een wedstrijd in het toernooi om de League Cup, tegen Arsenal. Op 8 januari 2011 kreeg hij zijn eerste basisplaats, in de FA Cup tegen Hull City. Hij bedankte manager Roberto Martínez met een doelpunt. In april 2011 verlengde hij zijn contract met twee jaar.
Wigan verhuurde McManaman op 17 oktober 2011 voor drie maanden aan Blackpool. Hij debuteerde daarvoor in de Championship, tegen Doncaster Rovers. Hij scoorde zijn eerste doelpunt in de Championship tegen Reading. In veertien competitiewedstrijden kwam hij tweemaal tot scoren voor Blackpool.
McManaman keerde in januari 2012 terug bij Wigan. Een jaar later zette hij zijn handtekening onder een contract dat hem tot medio 2016 aan de club verbond. Op 17 maart 2013 versierde hij zijn eerste basisplaats in de Premier League, tegen Newcastle United. Op 27 april 2013 scoorde hij zijn eerste doelpunt in de Premier League, tegen Tottenham Hotspur. Eén week daarna scoorde hij het winnende doelpunt tegen West Bromwich Albion. McManaman won op 11 mei 2013 met Wigan de FA Cup door in de finale Manchester City met 1-0 te verslaan. Na afloop werd hij uitgeroepen tot man van de wedstrijd.
McManaman tekende in januari 2015 een contract voor 3,5 jaar bij West Bromwich Albion, dat circa €6.300.000,- voor hem betaalde aan Wigan Athletic.

## Interlandcarrière
McManaman kwam viermaal uit voor Engeland –20, waarmee hij actief was op het WK -20 2011 in Colombia. Op 14 mei 2013 werd hij opgeroepen voor Engeland –21 om deel te nemen aan het EK –21 in 2013 in Israël. Echter liep hij dezelfde dag nog een enkelblessure op tegen Arsenal waardoor hij het toernooi aan zijn neus zag voorbijgaan.

## Erelijst
| FA Cup | 1x | 2012/13 |

1 Burge ·
2 Huggins ·
4 Evans  ·
5 Batth ·
6 Doyle ·
7 Dajaku ·
8 Embleton ·
9 Broadhead ·
10 Defoe ·
11 Gooch ·
13 O'Nien ·
14 Stewart ·
15 Winchester ·
16 Willis ·
17 Cirkin ·
18 Taylor ·
19 Xhemajli ·
20 Patterson ·
21 Pritchard ·
24 Neil ·
25 Clarke ·
26 Wright ·
27 Matete ·
28 McGeady ·
32 Hume ·
39 Hoffmann ·
77 Roberts ·
Coach: Neil
· Assistent-coach: Canning